# Збірна Ефіопії з футболу
Збірна Ефіопії з футболу — представляє Ефіопію на міжнародних футбольних турнірах та в товариських матчах. Керівна організація — Федерація Футболу Ефіопії.
Найбільші досягнення у збірної Ефіопії на Кубка африканських націй, де вона здобула перемогу у 1962 році, у 1957 році посіли друге місце, а в 1959 році фінішували третіми.

## Кубок світу
- 1930–1954 — не брала участі
- 1958 — заявка відхилена ФІФА
- 1962 — не пройшла кваліфікацію
- 1966 — не брала участі
- 1970–1986 — не пройшла кваліфікацію
- 1990 — не брала участі
- 1994 — не пройшла кваліфікацію
- 1998 — не брала участі
- 2002 — не пройшла кваліфікацію
- 2006 — не пройшла кваліфікацію
- 2010 — дискваліфікована
- 2014 — не пройшла кваліфікацію
- 2018 — не пройшла кваліфікацію
- 2022 — не пройшла кваліфікацію

## Кубок Африки
| - 1957 — друге місце - 1959 — третє місце - 1962 — чемпіон - 1963 — четверте місце - 1965 — груповий турнір - 1968 — четверте місце - 1970 — груповий турнір - 1972 — не пройшла кваліфікацію - 1974 — не пройшла кваліфікацію - 1976 — груповий турнір - 1978 — не пройшла кваліфікацію - 1980 — не пройшла кваліфікацію - 1982 — груповий турнір - 1984 — не пройшла кваліфікацію - 1986 — відмовилась від участі |  | - 1988 — вийшла із змагань під час кваліфікації - 1990 — не пройшла кваліфікацію - 1992 — вийшла із змагань під час кваліфікації - 1994–1998 — не пройшла кваліфікацію - 2000 — відмовилась від участі - 2002–2008 — не пройшла кваліфікацію - 2010 — дискваліфікована - 2012 — не пройшла кваліфікацію - 2013 — груповий турнір - 2015 — не пройшла кваліфікацію - 2017 — не пройшла кваліфікацію - 2019 — не пройшла кваліфікацію - 2021 — груповий турнір - 2023 — не пройшла кваліфікацію - 2025 — не пройшла кваліфікацію |